# Lissac (Ariège)
Lissac település Franciaországban, Ariège megyében. Lakosainak száma 240 fő (2022. január 1.). Lissac Labatut, Saint-Quirc, Cintegabelle és Gaillac-Toulza községekkel határos.

## Népesség
A település népességének változása:
| Lakosok száma | 187  | 136  | 164  | 202  | 211  | 234  | 246  | 255  | 250  | 240  |
|               | 1968 | 1982 | 1990 | 2006 | 2013 | 2015 | 2017 | 2019 | 2020 | 2022 |